# Irdning
Irdning è una frazione di 2 749 abitanti del comune austriaco di Irdning-Donnersbachtal, nel distretto di Liezen (Stiria). Già comune autonomo, il 1º gennaio 2015 è stato fuso con gli altri comuni soppressi di Donnersbach e Donnersbachwald per costituire il nuovo comune mercato (Marktgemeinde), del quale Irdning è il capoluogo.

## Storia
La prima citazione del toponimo, nella forma "Idenich", risale al 1140. Dopo cinque anni la locale chiesa fu elevata a rango di parrocchia e nel 1455 parroco di Irdning diventò Enea Silvio Piccolomini, eletto papa il 27 agosto 1458 con il nome di Pio II. Tra il 1621 e il 1837 il paese fu devastato da quattro grandi incendi. La peste mieté numerose vittime, la prima volta nel 1382 e l'ultima  nel 1777. Nel 1876 fu inaugurata la linea ferroviaria Selzthal-Bischofshofen collegando l'area alla rete internazionale. Nel 1894, con i primi ospiti, ebbe inizio la tradizione turistica. Il primo ufficio postale fu aperto nel 1894. Nel 1945, al termine della seconda guerra mondiale, Irdning fu inglobata nell'area controllata dalle truppe dell'Unione Sovietica.

## Sport
Grazie alla sua posizione ad alta quota ma facilmente raggiungibile il paese è stato centro degli allenamenti di molte squadre calcistiche. Tra esse c'è anche l'Everton, che ha fatto reso la squadra locale famosa perché seppellita di gol 22-0, nonostante fosse un amichevole.